# 叶尔绍沃农村居民点
叶尔绍沃农村居民点（俄语：Сельское поселение Ершовское）是俄罗斯联邦沃洛格达州舍克斯纳区所属的一个农村居民点。其下辖有29个居民点，行政中心为叶尔绍沃。据2015年统计，该农村居民点的人口为491人。